# (301) Bavaria
(301) Bavaria ist ein Asteroid des mittleren Hauptgürtels, der am 16. November 1890 vom österreichischen Astronomen Johann Palisa an der Universitätssternwarte Wien entdeckt wurde.
Der Asteroid ist benannt nach Bavaria, der Symbolgestalt von Bayern, zur Erinnerung an die Tagung der Astronomischen Gesellschaft im August 1891 in München. Die Benennung erfolgte auf Vorschlag von Benjamin Apthorp Gould.

## Wissenschaftliche Auswertung
Aus Ergebnissen der IRAS Minor Planet Survey (IMPS) wurden 1992 erstmals Angaben zu Durchmesser und Albedo für zahlreiche Asteroiden abgeleitet, darunter auch (301) Bavaria, für die damals Werte von 54,3 km bzw. 0,05 erhalten wurden. Eine Auswertung von Beobachtungen durch das Projekt NEOWISE im nahen Infrarot führte 2011 zu vorläufigen Werten für den Durchmesser und die Albedo im sichtbaren Bereich von 55,5 km bzw. 0,03. Nach neuen Messungen mit NEOWISE wurden die Werte 2014 auf 53,0 km bzw. 0,06 korrigiert. Nach der Reaktivierung von NEOWISE im Jahr 2013 und Registrierung neuer Daten wurden die Werte 2015 zunächst mit 49,9 oder 50,8 km bzw. 0,04 angegeben und dann 2016 korrigiert zu 47,0 oder 49,9 km bzw. 0,05 oder 0,04, diese Angaben beinhalten aber alle hohe Unsicherheiten.
Photometrische Messungen des Asteroiden fanden erstmals statt vom 15. bis 25. Januar 2004 am Palmer Divide Observatory in Colorado. Aus der während fünf Nächten aufgezeichneten Lichtkurve wurde eine Rotationsperiode von 12,24 h abgeleitet. Eine Neubewertung der archivierten Daten führte 2011 zu einem revidierten Wert von 12,253 h.
Bei einer Kampagne vom 1. März bis 24. Dezember 2015 konnte aus Daten der Raumsonde Gaia in Verbindung mit erdgebundenen Beobachtungen eine Rotationsperiode von 12,2435 h bestimmt werden.
Aus der archivierten Lichtkurve von 2004 und weiteren Beobachtungen von (301) Bavaria aus den Jahren 2014 bis 2018 an verschiedenen Observatorien wurde in einer Untersuchung von 2019 ein dreidimensionales Gestaltmodell des Asteroiden für zwei alternative Positionen der Rotationsachse mit prograder Rotation und einer Periode von 12,24090 h berechnet. Aus thermophysikalischen Modellen wurde ein mittlerer Durchmesser von 55 ± 2 km und eine Albedo von 0,05 abgeleitet.
Zwischen 2012 und 2018 wurden mit der All-Sky Automated Survey for Supernovae (ASAS-SN) auch photometrische Daten von 20.000 Asteroiden aufgezeichnet. Auf mehr als 5000 davon konnte erfolgreich die Methode der konvexen Inversion angewendet werden, darunter auch (301) Bavaria, für die in einer Untersuchung von 2021 ein verbessertes dreidimensionales Gestaltmodell für zwei alternative Rotationsachsen mit prograder Rotation und einer Periode von 12,2408 h berechnet wurde.
Aus archivierten Daten des Asteroid Terrestrial-impact Last Alert System (ATLAS) aus dem Zeitraum 2015 bis 2018 konnte in einer Untersuchung von 2022 mit der Methode der konvexen Inversion eine Rotationsperiode von 12,24103 h bestimmt werden. Im Jahr 2023 wurde aus photometrischen Messungen von Gaia DR3 erneut ein dreidimensionales Gestaltmodell des Asteroiden für eine Rotationsachse mit prograder Rotation und einer Periode von 12,2407 h berechnet.